# Зиблікевич Євген
Євген-Михайло Зиблікевич (псевдо: «К.Порохівський» 20 листопада 1895, м. Старий Самбір, тепер Львівська область — 16 вересня 1987, Філадельфія, США) — український громадсько-політичний діяч, редактор, журналіст.
Борець за незалежність України у ХХ сторіччі

## Життєпис

Перший Конґрес Українських Націоналістів у Відні, 1929 рік. Сидять зліва направо 1 ряд: Юліан Вассиян, Дмитро Андрієвський, Микола Капустянський, Євген Коновалець, Микола Сціборський, Яків Моралевич, Володимир Мартинець, Микола Вікул. Стоять зліва направо 2 ряд: Іван Малько, Осип Бойдуник, Максим Загривний, Євген Зиблікевич, Петро Кожевників, Дмитро Демчук, Леонід Костарів, Олесь Бабій, Ріко Ярий, Михайло Антоненко, Зенон Пеленський. Стоять зліва направо 3 ряд : Юрій Руденко, Ярослав Барановський, Степан Охримович, Степан Ленкавський, Андрій Федина, Ярослав Герасимович, Теофіл Пасічник-Тарнавський, Олександр Згорлякевич

Народився у м. Старий Самбір (нині Львівська область, Україна) в родині міського судового урядовця. Доводився внучатим племінником видатному галицькому політику Миколаю Зиблікевичу.
Закінчив Перемиську гімназію у 1915 році.
Сотник корпусу Січових Стрільців армії УНР. Член УВО.
Восени 1922 засуджений польським судом на тривалий термін ув'язнення за співучасть у підготовці замаху на Ю.Пілсудського та львівського воєводи Ґрабовського, вчиненого Стефаном Федаком у вересні 1921. У січні 1923 вийшов на волю через амністію.
Окружний комендант УВО Перемищини у 1921 і 1923. 28 березня 1925 року засуджений на «процесі басарабівців» до 3 років ув'язнення. Вийшов на волю на початку 1928.
1929 — учасник І Конгресу українських націоналістів (Відень).
Співвласник і співредактор газети «Український голос» (1926—1932), редактор тижневика «Бескид» (1930—1931, обидва у Перемишлі), «Змаг» (1937—1938, Львів).
На еміґрації — чільний діяч гетьманського руху, редактор щоденника «Америка».
Очолював від моменту заснування Східно-європейський дослідний інститут імені В. Липинського.
Похований на Українському цвинтарі святої Марії (Фокс Чейз) у Філадельфії (США).